# Edward Hallowell
Pour les articles homonymes, voir Hallowell.
Edward Hallowell est un médecin et un herpétologiste américain d’origine allemande, né le 14 septembre 1808 et mort le 11 août 1860.
Il étudie la médecine à Philadelphie, ville où il pratique après l’obtention de son titre de docteur. Il est un herpétologiste renommé et a décrit 55 nouvelles espèces de reptiles.